# لوغان براونينغ
لوغان لوريس براونينغ (بالإنجليزية: Logan Browning)‏ (ولد في 9 يونيو 1989) ممثلة أمريكية، عرف أنها تلعب دور «ساشا» في فيلم براتز (2007) أحد الشخصيات الرئيسية في المسلسل التلفزيوني الكوميدي في أعزائي الناس البيض (2017) في دور «سامانثا وايت».

## نشأتها
وُلدت لوغان في أتلانتا، جورجيا. وهي مختلطة العرق، فوالدتها بيضاء ووالدها أمريكي من أصل أفريقي. والدها بالتبني مختلط العرق ووالدتها من أصل أفريقي أمريكي. خلال نشأتها شاركت في العديد من الأنشطة، من الرقص مع فرقة باليه محلية إلى التشجيع في المدرسة الإعدادية. التحقت بجامعة فاندربيلت في ناشفيل، تينيسي.

## روابط خارجية
- لوغان براونينغ على موقع IMDb (الإنجليزية)
- لوغان براونينغ على موقع روتن توميتوز (الإنجليزية)
- لوغان براونينغ على موقع ألو سيني (الفرنسية)
- لوغان براونينغ على موقع أول موفي (الإنجليزية)
- لوغان براونينغ على موقع قاعدة بيانات الفيلم (الإنجليزية)
- لوغان براونينغ على موقع كينوبويسك (الروسية)
- Logan Browning as Jelena Howard on في إتش 1's Hit the Floor (TV series)